# Elsa Seippel
Elsa Vilhelmina Seippel, född 15 april 1879 i Stockholm, död där 10 september 1963, var en svensk målare.
Hon var dotter till affärsmannen Bror Oscar Seippel och Vilhelmina Hultman. Seippel studerade vid Althins målarskola i Stockholm 1900 och vid Calderons Animal Painting School i London 1902 samt vid Berggrens målarskola i Stockholm 1927 och studier vid en privat målarskola i Paris 1929. Hon medverkade i samlingsutställningar med Föreningen Svenska Konstnärinnor i Kristianstad, Karlstad, Jönköping och Eskilstuna och hon var representerad i Liljevalchs Höstsalonger Hennes konst består av porträtt, blomsterstilleben i olja eller akvarell samt miniatyrporträtt målade på elfenben. 